# João Massano
João Manuel Coronha Massano (Lisboa, 19 de novembro de 1970) é um advogado português. Exerce como presidente do Conselho Regional de Lisboa da Ordem dos Advogados, no qual está inscrito como advogado desde 1994.

## Biografia
Concluiu o mestrado em Ciências Jurídico-Empresariais pela Faculdade de Direito da Universidade de Lisboa em 2006. Exerceu como docente universitário naquela instituição, na Universidade Lusófona de Humanidades e Tecnologia e na Universidade Moderna.
Foi sócio-fundador da sociedade ATMJ, em 2004. Em prática societária, dedicou-se principalmente aos setores imobiliário e societário, tendo trabalhado nos ramos do Direito do Trabalho, Direito Comercial, Direito Civil e Direito dos Estrangeiros. Em janeiro de 2021, depois de cerca de dezasseis anos na Sociedade ATMJ, começa a exercer em prática individual, tendo nos finais desse ano aberto o seu escritório na Avenida António Augusto de Aguiar.
Entre 2011 e 2013 ocupou a função de vogal-tesoureiro do Conselho Distrital de Lisboa da Ordem dos Advogados, e de 2014 e 2019 foi vice-presidente do mesmo Conselho, responsável pelo pelouro da Formação, em dois mandatos. Em 2019, candidata-se à presidência do Conselho Regional de Lisboa, tomando posse em 2020 como o Presidente do Conselho Regional de Lisboa. Em Junho de 2022, recandidatou-se, sob o lema "Juntos Podemos Mais", à Presidência do Conselho Regional de Lisboa nas eleições referentes ao triénio 2023-2025, tendo como mandatários os Advogados José António Barreiros e Luís Laureano Santos, numa sessão pública que decorreu na Faculdade de Direito da Universidade de Lisboa.
Escreveu igualmente várias obras sobre as temáticas do Direito do Trabalho, Direito Comercial e Direito Comunitário, e foi orador em várias conferências sobre direito. Como advogado, foi convidado a intervir em programas televisivos como o Prós e Contras (RTP), Tenho Uma Pergunta Para Si (TVI) e Essencial (SIC). Também se destacou a sua presença regular em alguns dos noticiários do canais generalistas e em intervenções radiofónicas em emissoras como Rádio Renascença e Observador.